# Sant Joan Baptista de Penelles
Sant Joan Baptista de Penelles és una església de Penelles (Noguera) inclosa a l'Inventari del Patrimoni Arquitectònic de Catalunya.

## Descripció
Edifici d'una nau central i una lateral encapçalades per dos absis de planta poligonal. Els absis disposen d'un seguit d'obertures d'arc de mig punt. Les de la part alta són de petites dimensions i disposades a manera de galeria. Les de la part baixa constitueixen les finestres, de força alçada i estructurades amb un seguit d'arcs disposats en degradació. Gairebé totes són tancades per una mena de gelosies i altres són cegades. El mateix tipus de finestres a manera de galeria són disposades a la part alta de la nau principal, i per sota d'elles hi ha un seguit de rosasses amb traceries.
S'accedeix a l'església per un porxo amb tres arcs de mig punt al centre i un porxo d'un sol arc (rebaixat) al costat. L'accés a l'interior es fa mitjançant una porta d'arc de mig punt. El porxo lateral també presenta una porta d'accés a la capella del Baptisteri. La façana principal, per damunt del porxo, presenta dos registres de finestres geminades d'arc de mig punt. Les del registre inferior són de mida mitjana, mentre que les del registre superior són petites i disposades sota mateix del carener de la teulada, disposada a doble vessant.
Per damunt d'aquesta capella s'alça el campanar, de torre, de diversos cossos separats exteriorment per línies d'imposta i amb finestres d'arc de mig punt, més petites al cos baix i més grans al cos superior. Sobre la teulada s'alça una petita llanterna de secció quadrada, finestres d'arc de mig punt i teulada piramidal.
Tota l'obra està realitzada amb maó i no presenta cap mena d'ornamentació, llevat de l'assolida mitjançant la combinació d'obertures d'arc de mig punt i de les gelosies de les finestres dels absis.

## Història
L'església de Sant Joan Baptista és, des de la seva construcció, l'església parroquial de Penelles. Tal com es pot llegir en una placa de marbre que hi ha a la façana, fou començada a construir l'any 1951, amb l'ajuda de tots els veïns del poble i del bisbat d'Urgell. Fou consagrada l'any 1961 pel senyor bisbe Dr. D. Ramon Iglesias i Navarri. L'any 1974 la parròquia de Penelles va editar uns Goigs dedicats al patró Sant Joan.
El seu estil recull bona part de les pautes estètiques de l'època del romànic, tot i que adaptat a una manera de construir i uns mitjans tècnics i materials corresponents a mitjan segle xx.
L'arquitecte que realitzà els plànols d'aquesta església fou  Josep Danès i Torras arquitecte del bisbat d'Urgell els anys en què es va construir l'església. El constructor encarregat de dur a terme l'obra fou un contractista de Bellmunt d'Urgell, el senyor Josep Boldú.